# Prix littéraire Charles-Brisset
 (août 2025).
Motif : absence totale de sources secondaires indépendantes, pérennes et de qualité permettant de mesurer la notoriété encyclopédique réelle de ce prix. la seule référence proposée ne parle pas du prix mais ne fait que le nommer
- Archive Wikiwix
- Bing
- Cairn
- DuckDuckGo
- E. Universalis
- Gallica
- Google
- G. Books
- G. News
- G. Scholar
- Persée
- Qwant
- (zh) Baidu
- (ru) Yandex
- (wd) trouver des œuvres sur Wikidata

| 1. | Préciser le motif de la pose du bandeau. | Précisez le motif de la pose du bandeau en utilisant la syntaxe suivante : {{admissibilité à vérifier\|date=août 2025\|motif=remplacez ce texte par le motif}}                                       |
| 2. | Informer les utilisateurs concernés.     | Pensez à avertir le créateur de l'article, par exemple, en insérant le code ci-dessous sur sa page de discussion : {{subst:avertissement admissibilité à vérifier\|Prix littéraire Charles-Brisset}} |

 (mai 2021).
Si vous disposez d'ouvrages ou d'articles de référence ou si vous connaissez des sites web de qualité traitant du thème abordé ici, merci de compléter l'article en donnant les références utiles à sa vérifiabilité et en les liant à la section « Notes et références ».
Attribué par le Jury de l’Association française de psychiatrie en hommage à son fondateur, Charles Brisset, ce Prix est décerné à « des œuvres qui, par leur qualité, évoquent et approfondissent d’une façon générale la problématique humaine et vont à la Vérité de cette problématique. Est-il besoin de souligner l’intérêt que le Jury porte nécessairement au travail de la langue, aux agencements du texte, à l’imagination créatrice, au style… »

## Lauréats du Prix Charles Brisset
- 1992 Jean-François Sam-Long pour La Nuit du cyclone, éditions Grasset
- 1993 Jean Malzac , Le Christ au sépulcre, éd. Opales
- 1994 Jim Grimsley pour Les Oiseaux de la nuit [(en) Winter Birds (1984)], éditions Métailié, traduction de Annie Saumont
- 1995 Dominique Boudou pour Un grand silence, éditions Le Bord de l'eau
- 1996 Alain Veinstein pour L'Accordeur, éditions Calmann-Lévy
- 1998 Vincent de Swarte pour Pharricide, éditions Calmann-Lévy
- 2000 Xavier Hanotte pour Derrière la colline, Belfond
- 2001 Pierre Bergounioux pour Le Premier mot, éditions Gallimard
- 2002 José Manuel Fajardo pour Les Démons à ma porte, éditions Métailié
- 2003 Emmanuel Darley  pour Un des malheurs, éditions Verdier
- 2004 Anne Wiazemsky pour Je m'appelle Élisabeth, éditions Gallimard
- 2005 Marie Borin pour Félicité, Éditions L'Âge d'Homme
- 2006 Jean Broustra, L'homme promenade, éd. Confluences
- 2007 Armand Cabasson pour Le Poisson Bleu Nuit, éditions Nuit d'Avril
- 2009 Lídia Jorge pour son livre Nous combattrons l’ombre, Éditions Métailié, traduction de Geneviève Leibrich,  (ISBN 978-2-86424-644-2) . Ce prix lui  fut officiellement décerné lors du Salon du livre de  Paris, le 14/03/2009
- 2010 Cristóvão Tezza pour  Le fils du printemps, traduit par Sébastien ROY,  Bibliothèque brésilienne, Editeur Métaillé, 2009, (ISBN 978-2-86424-691-6)
- 2011 Viktor Lazlo pour La Femme qui pleure, éditions Albin Michel
- 2012 François Dominique pour Solène, éditions Verdier, 2011,  (ISBN 978-2864326540)
- 2013 Halfdan W. Freihow, Cher Gabriel[2], éditions Gaia
- 2014 : Maylis de Kerangal, Réparer les vivants, Verticales, Gallimard, 2014